# Te Deum (Bizet)
Das Te Deum des französischen Komponisten Georges Bizet (WD 122)  ist eine fünfteilige Vertonung des Ambrosianischen Lobgesanges für Solisten, Chor und Orchester. Bizet komponierte es 1858 während eines Romaufenthaltes als Stipendiat im Alter von knapp 20 Jahren. Neben dem Ave Maria (WD 134) ist das Te Deum das einzige geistliche Werk des Komponisten.

## Entstehung und Rezeption
In Frankreich gab es eine lange Tradition großangelegter Te-Deum-Vertonungen, wie etwa diejenige von François-Joseph Gossec, die drei Te-Deum-Fassungen von Jean-François Lesueur, dem Lehrer von Berlioz, schließlich die gewaltige Version von Hector Berlioz selbst, deren Uraufführung Bizet wohl beigewohnt hat (siehe auch Te Deum (Berlioz)). Möglicherweise kannte Bizet auch das aus dem Jahre 1800 stammende Te Deum von Joseph Haydn. Deutlich spürbar ist der Einfluss der italienischen Kirchenmusik jener Zeit, die Elemente der Opernmusik verwendete.
Bizet wollte mit diesem Werk den mutmaßlich begehrten Prix Rodrigues, ein Preisausschreiben für Stipendiaten des Prix de Rome, für die beste geistliche Komposition erringen. Allerdings war jener Prix Rodrigues nicht so begehrt wie allgemein angenommen. Bizet zweifelte sogar daran, ob es dieses Ausschreiben wirklich gab, und nur ein weiterer Mitstreiter hatte sich beworben, der Komponist Adrien Barthe, welcher 1854 das Rom-Stipendiat gewann (Bizet selbst gewann es 1857). Der erwartete Erfolg war Bizet jedoch nicht beschieden, wohl, weil er sich bei der Verwendung und Behandlung des Textes zu große Freiheiten erlaubte und die vorgeschriebene liturgische Form zu wenig beachtete. Dass ihm Barthe vorgezogen wurde, war für ihn vor allem deshalb ärgerlich, weil er das beträchtliche Preisgeld bereits für eine Reise nach Neapel verplant hatte.
Nach dem Misserfolg geriet das Werk in Vergessenheit, wurde aber in der Bibliothèque nationale de France in Paris aufbewahrt. In der Folge komponierte Bizet nur noch sehr wenige geistliche Lieder und verzichtete gänzlich auf groß angelegte geistliche Kompositionen. Einige Takte aus dem ersten Teil sind in der „Hymne an Brahma“ aus seiner Oper Les pêcheurs de perles verarbeitet worden, und eine Wiederverwendung einiger Stellen war im Entwurf für das Oratorium Geneviève de Paris geplant; ansonsten wurde das Te Deum nie aufgeführt oder veröffentlicht. 1971 wurde das Werk von zwei Deutschen in der Bibliothèque Nationale de France entdeckt: von Mathieu Lange, der später die Uraufführung dirigierte, und Johannes Wojciechowski, der als Erster die Noten herausgab. Lange, der Dirigent und Direktor der Sing-Akademie zu Berlin, brachte es am 16. Mai 1971 mit großem Erfolg durch die Sing-Akademie und das Radio-Symphonie-Orchester Berlin in der Berliner Philharmonie zur Uraufführung. Im Dezember 2004 gab der französische Verlag Éditions À Cœur Joie eine weitere Edition als Dirigierpartitur (komplette Orchesterpartitur), Klavierauszug und Chorauszug heraus.

## Werkgestalt
Johannes Wojciechowski, der Herausgeber der Erstveröffentlichung von Bizets Te Deum bezeichnet das Werk formal als „freie große Motette“, die in ihrer Faktur dem „pomphaften italienischen Kirchenmusikstil“ folgt.
Bizet verlangt für sein Te Deum zwei Solisten (Sopran und Tenor), einen gemischten Chor und großes Orchester mit Harfe und Tuba.
Den liturgischen Text des Ambrosianischen Lobgesanges gliederte Bizet für seine Komposition in fünf Teile, wobei der vierte und fünfte attacca (nahtlos) ineinander übergehen. Dabei behandelt er die Textvorlage sehr frei. Einige Verse des liturgischen Text verwendet er nicht, so das Et rege eos und Dignare Domine, in anderen, wie im Sanctus, ändert er den Text. Diese Eingriffe in die Textvorlage dienen erkennbar dem Ziel, den dramatischen Ausdruck des Werkes zu steigern.

Anfangstakte des Te Deums von Bizet im Particell

Im Eingangschor Te Deum laudamus ist Maestoso (ital. majestätisch) überschrieben. Bizet vertont hier den ersten Teil der Textvorlage, wobei er in der Reprise den ersten Vers wiederholt, was den Satz als ABA-Form charakterisiert. Einer knappen, nur zweitaktigen Orchestereinleitung folgt ein homophoner Chorsatz in strahlendem A-Dur auf dem Fundament eines punktierten Marcatos (marcato, ital. marschmäßig) in den Bässen (einschließlich Tuba), dem Streicher und Bläser in nachschlagenden Akkorden folgen.
Im Mittelteil werden die Verse Te gloriosus Apostolorum und Patrem immensae majestatis dem Solotenor zugewiesen. Die martialische Orchesterbegleitung des Anfangs wandelt sich hier in eine schwebende Klangfläche aus gebrochenen Streicherakkorden, über die der Tenor sich erhebt.
Den Höhenpunkt des Satzes bilden die nur von der Harfe begleitenden Sanctus-Rufe des Solosoprans, die vom Chor unisono und dem Blech im Fortissimo aufgegriffen werden und den Satz in die Reprise führen.
Für den zweiten Satz über den Textabschnitt Tu Rex gloriae, Christe verwendet Bizet ein von Dreiklängen bestimmtes, fanfarenartiges Thema, das von repetierenden Akkorden in trochäischen Metrum begleitet wird.
Der Satz ist „Moderato“ überschrieben und hat eine dreiteilige Form.
Eingangs wird das Thema von der Soloposaune als Vorspiel von den Streichern begleitet präsentiert. Dann trägt der Solosopran auf diesem Thema den Text Tu Rex gloriae, Christe vor, während die pulsierende Begleitung in die Fagotte und Hörner wechselt. Im Mittelteil kommt der Tenor mit einer Variante des Fanfarenthemas zu dem Vers Tu devicto mortis aculeo, bei dem er wiederum von den Streichern begleitet wird. Eine chromatische Modulation zu den Worten Judex crederis, esse venturus, bei der sich zu den beiden Solisten auch der Chor gesellt, leitet zum dritten Teil des Satzes über, der Reprise, in der das Sopransolo des ersten Teiles wiederholt wird, jedoch jetzt mit ekstatischen Choreinwürfen auf den Text Gloriae, Christe.
Der dritte Satz auf den Textabschnitt Te ergo quaesumus ist ein ruhiges, melodiöses Andante. Es ist dem Solosopran vorbehalten, der hier den Text in einer schlichten, zweistrophigen Liedform vorträgt von wiegenden Streicherakkorden begleitet. Zwischen den beiden Strophen fügt Bizet ein choralartiges Holzbläser-Zwischenspiel ein, das umgarnt wird von sehr leisen Pizzicato-Skalen der Streicher im Unisono. In der zweiten Strophe tritt der Chor begleitend zur Solistin hinzu und untermalt den Sologesang. Besonders markant ist der Schluss des Satzes, bei dem die Chorbässe in die smorzando (ital. verschmachtend) verklingende Streichermelodie die Worte Miserere nostri, Domine im Pianissimo deklamieren.
Inn völligem Gegensatz zu dem innigen Ausdruck des Andante steht der vierte Satz des Te Deums, den Bizet als große, vierstimmige Chorfuge über den Text Fiat misericordia tua, Domine, super nos anlegt. Das fünftaktige Thema führt zu einer 20-taktigen ersten Durchführung, der ein ebenso langes Zwischenspiel folgt. In der zweiten Durchführung wird die Einsatzfolge der Hauptstimmen durch die Wiederholung dieses Zwischenspiels unterbrochen und der Spannungsbogen dadurch erhöht. Sie endet auf einem zehntaktigen Orgelpunkt in den Bässen, über den sich der Chorsopran mit dem Hauptmotiv bis zur Dominante auf das zweigestrichene A kadenzierend emporchraubt. Danach beginnt mit den Chorbässen eine weitere Durchführung, in der Bizet das Hauptthema engführt. Diese Engführung mündet nach einem sequenzierenden Intermezzo in eine vierte Durchführung, in der Bizet dem Fugenthema einen neuen Text unterlegt, nämlich den Schlussvers In te Domine speravi, non confundar in aeternum.
Obwohl der Text der liturgischen Vorlage nun vollends verarbeitet ist, fügt Bizet seinem Te Deum einen fünften Teil hinzu, in dem bis auf die Schlussphrase notengetreu der erste Teil Te Deum laudamus wiederholt wird. Durch einen geschickten kompositorischen Handgriff erreicht er hier eine sinnfällige formale Wirkung: Er fügt diese Reprise in der Großform mit einer brillanten Überleitung an die große Fuge des vierten Satzes an. Auf den Worten des Sanctus komponiert er einen sich steigernden Dialog zwischen Chor und Orchester, der für den Zuhörer schlüssig auf das Maestoso des ersten Satzes führt.